# ناثائيل رفائيل جونز
ناثائيل رفائيل جونز (بالإنجليزية: Nathaniel R. Jones)‏ هو محامي وقاضي أمريكي، ولد في 12 مايو 1926 في يونغزتاون في الولايات المتحدة.